# Athyrium
Athyrium es un género de helechos perteneciente a la familia Athyriaceae. Cuenta con unas 180 especies de helechos terrestres con una distribución cosmopolita. Comprende 869 especies descritas y de estas, sólo 215 aceptadas.

## Descripción
Son helechos con rizoma suberecto, corto, grueso, ramificado, con páleas anchamente lanceoladas, castaño-oscuras, translúcidas, con paredes celulares delgadas. Frondes fasciculadas; pecíolo dilatado en la base; lámina varias veces dividida, general-mente lanceolada, glabra, con nervadura libre; pínnulas proximales -al menos en las pinnas basales- más desarrolladas que las vecinas. Indusio de virguliforme a reniforme, a veces rudimentario y caduco, o sin indusio, en su caso adherido a la fronde lateralmente. Esporas monoletas, elipsoidales.

## Taxonomía
El género fue descrito por Albrecht Wilhelm Roth  y publicado en Tentamen Florae Germanicae 3(1): 31, 58–59. 1800. La especie tipo es: Athyrium filix-femina
Etimología
Athyrium: nombre del griego a- = "sin" y thfrion = "puertecita". Por los esporangios solo tardíamente rechazan la cubierta del indusio.

## Especies
| - Athyrium adpressum - Athyrium alpestre - Athyrium anisopterum - Athyrium araiostegioides - Athyrium arisanense - Athyrium asplenioides - Athyrium atkinsonii - Athyrium attenuatum - Athyrium auriculatum - Athyrium austro-orientale - Athyrium austro-yunnanense - Athyrium biseralatum - Athyrium bomicola - Athyrium brevifrons - Athyrium brevisorum - Athyrium bucahwangense - Athyrium caudipinna - Athyrium chingianum - Athyrium christensenii - Athyrium clarkei - Athyrium clivicola - Athyrium criticum - Athyrium cryptogrammoides - Athyrium delavayi - Athyrium delicatulum - Athyrium densisorum - Athyrium dentilobum - Athyrium devolii - Athyrium dissitifolium - Athyrium distentifolium - Athyrium drepanopterum - Athyrium dubium - Athyrium duthiei - Athyrium epirachis - Athyrium erithrocaulon - Athyrium erythropodum | - Athyrium fallaciosum - Athyrium fangii - Athyrium filix-femina - Athyrium fimbriatum - Athyrium fissum - Athyrium flabellulatum - Athyrium flavicoma - Athyrium flexile - Athyrium fragile - Athyrium fujianense - Athyrium giganteum - Athyrium goeringianum - Athyrium guangnanense - Athyrium himalaicum - Athyrium hirtirachis - Athyrium huhsienense - Athyrium imbricatum - Athyrium iseanum - Athyrium kanghsienense - Athyrium kenzo-satakei - Athyrium kuratae - Athyrium leiopodum - Athyrium liangwangshanicum - Athyrium mackinnonii - Athyrium macrocarpum - Athyrium medogense - Athyrium melanolepis - Athyrium mengtzeense - Athyrium multidentatum - Athyrium nakanoi - Athyrium nephrodioides - Athyrium nigripes - Athyrium niponicum - Athyrium nyalamense - Athyrium oppositipinnum - Athyrium otophorum | - Athyrium pachyphlebium - Athyrium pachyphyllum - Athyrium pachysorum - Athyrium parapellucidum - Athyrium pectinatum - Athyrium pellucidum - Athyrium pseudo-filix-femina - Athyrium pubicostatum - Athyrium rachidosorum - Athyrium reflexipinnum - Athyrium roseum - Athyrium rotundilobum - Athyrium rubripes - Athyrium rupicola - Athyrium sessile - Athyrium sikkimense - Athyrium silvicolum - Athyrium sinense - Athyrium stenopodum - Athyrium strigillosum - Athyrium submacrocarpum - Athyrium subrigescens - Athyrium supraspinescens - Athyrium tenuicaule - Athyrium tenuifolium - Athyrium tibeticum - Athyrium tozanense - Athyrium vidalii - Athyrium tripinnatum - Athyrium viviparum - Athyrium wallichianum - Athyrium wardii - Athyrium wuliangshanense - Athyrium yokoscense - Athyrium yui - Athyrium yunnanense |